# F-Duct

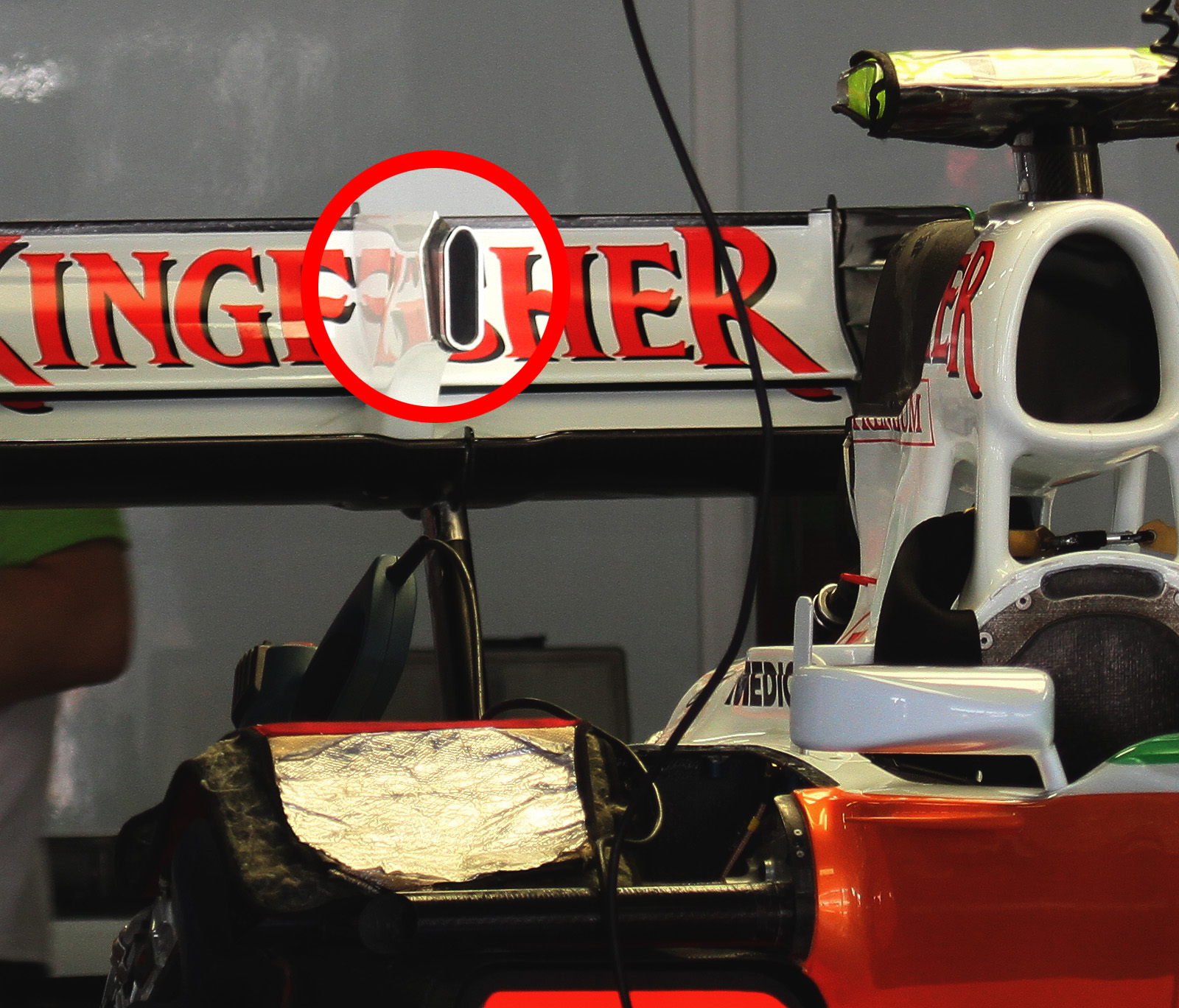
Canal del F-Duct que porta l'aire fins a l'aleró traser

F-Duct és un sistema aerodinàmic utilitzat en la Fórmula 1 que es va popularitzar durant la temporada 2010. Aquest sistema permetia als pilots guanyar velocitat en línia recta reduint la resistència a l'aire, aprofitant un sistema de flux d'aire dirigit a través de l'entrada del cotxe. El F-Duct funcionava mitjançant una petita modificació en el disseny de la carrossa, que permetia al pilot obstruir o obrir un canal d'aire utilitzant el seu braç o altres parts del vehicle, alterant el flux d'aire cap a l'aleró posterior per reduir la càrrega aerodinàmica i, per tant, augmentar la velocitat màxima. Tot i que el sistema va ser molt efectiu en el seu moment, va ser prohibit al final de la temporada 2010 per la FIA per evitar que es convertís en un avantatge excessiu en la competició.

## Funcionament
L'accionament es realitzava des de l'interior de l'habitacle del pilot. L'aire que entrava per al frontal del cotxe era conduït per una canonada la qual tenia una opertura. Amb el genoll, el pilot podia tapar o obrir el canal de la canonada. Si tapaba el forat del cockpit, aquest senzill accionament permetia conduir l'aire cap a el "airbox" del cotxe per on entrava aire que refrigerava la caixa de cambis i modificar el fluxe d'aquest per a que atravesara el flap de l'aleró traser. Amb això aconseguía despegar la capa límit de l'aleró traser, trencant el fluxe laminar i així, reduir carga y drag amb el consegüent augment de velocitat punta a les rectes. Una vegada el pilot retiraba el genoll del forat del cockpit, el F-Duct deixaba de funcionar i per tant, restablia el downforce original.

## Prohibició
El sistema era molt interessant per a guanyar velocitat punta a les rectes dels circuits sense perdre downforce a les corbes, però a causa de la necessitat d'alguns dels pilots de llevar les mans del volant (depenent del cotxe, el sistema d'accionament era diferent) i de l'alt preu per a aplicar-ho d'una manera més sofisticada, la FIA va prohibir aquest sistema per al 2011. Encara que es va prohibir, la idea va romandre per a introduir posteriorment un sistema amb la mateixa finalitat però més segur: el DRS